# Laura Wölki
Laura Wölki (* 11. August 1994 in Berlin) ist eine deutsche Schauspielerin, welche in ihrer Rolle der Mandy Heuer (geb. Runke) in der Fernsehserie Berlin – Tag & Nacht bekannt wurde.

## Leben
Wölki wuchs in Berlin-Spandau auf und ging dort zur Schule. Danach machte sie eine Ausbildung zur Fachangestellten für Wellness und Beauty. Vom 20. März 2017 (Folge 1398) bis zum 12. Januar 2022 (Folge 2609) gehörte sie mit ihrer Rolle „Mandy“ zur Stammbesetzung der RTL-II-Seifenoper „Berlin – Tag & Nacht“.